# Ruutsaari
Ruutsaari är en ö i Finland. Den ligger i sjön Saajuu och i kommunen Sulkava i den ekonomiska regionen  Nyslotts ekonomiska region  och landskapet Södra Savolax, i den södra delen av landet, 250 km nordost om huvudstaden Helsingfors. Öns area är 8 hektar och dess största längd är 0,7 kilometer i nord-sydlig riktning.